# Naháč
Naháč (in ungherese Nahács) è un comune della Slovacchia facente parte del distretto di Trnava, nella regione omonima.